# 乗り鉄おすすめ!鉄道トラベラーズ
『乗り鉄おすすめ!鉄道トラベラーズ』（のりてつおすすめ てつどうトラベラーズ）は、CS放送チャンネルMONDO21（スカパー!279ch）、ならびにパンチクラブ（スカパー!e2291ch）で放送された鉄道バラエティ番組である。全12回。

## 概要
菊池直恵の漫画『鉄子の旅』のモデルとして知られる、日本全国全ての鉄道駅下車を達成した「乗り鉄」界最強の男・横見浩彦が、自称・鉄ドル（鉄道アイドル）の木村裕子とともに日本全国の萌える路線を乗りつぶす痛快鉄道バラエティ。
横見が好きな古い駅舎や車両にこだわるなど、あくまでも鉄道・特に駅ファンの目線で旅をするという点が新しく、他の鉄道紀行番組とは一線を画している。
好評につき、続編の『乗り鉄トラベラーズ2ndシーズン』が制作された。

## 出演者
- 横見浩彦
- 木村裕子
- 岡本聡一郎 - ナレーター

## スタッフ
- 構成 - 市川幸宏
- 演出 - 原祐二 他
- 制作 - MONDO21、JIC

## ラインナップ
1. 小湊鉄道
2. わたらせ渓谷鐵道
3. 大井川鐵道（前編）
4. 大井川鐵道（後編）
5. 銚子電気鉄道
6. 茨城交通（現・ひたちなか海浜鉄道）
7. 長良川鉄道（前編）
8. 長良川鉄道（後編）
9. 長野電鉄（前編）
10. 長野電鉄（後編）
11. 天竜浜名湖鉄道（前編）
12. 天竜浜名湖鉄道（後編）

## 放送時間
2週間ごとに番組内容が更新（初回時）。
- MONDO21での放送時間（※印はパンチクラブでも放送）
  - 金曜 24:00 - 24:30※（初回放送）
  - 土曜 21:30 - 22:00
  - 日曜 15:00 - 15:30
  - 水曜 11:30 - 12:00※

### 地上波
- 札幌テレビ
毎週金曜 25:55 - 26:25 （2008年4月11日 - 同年9月26日）
ただし、『月刊サッカーアース』などが放送された日には放送休止。
- テレビ愛知
  - 毎週火曜 14:30 - 15:00 （2008年1月8日 - 同年1月29日）
  - 毎週木曜 24:58 - 25:28 （2008年10月2日 - 同年10月23日）

天竜浜名湖鉄道編・長良川鉄道編・大井川鐵道編・長野電鉄編がオンエアされた。

### その他
- モバHO!（チャンネルONE）
毎週月曜 - 金曜 10:30 - 11:00
- ShowTime配信[1]